# Michel Vanderbauwhede
Michel Vanderbauwhede (ur. 19 maja 1901 w Boezinge – zm. 3 lipca 1977 w Ieper) – belgijski piłkarz grający na pozycji napastnika. Był reprezentantem Belgii.

## Kariera klubowa
Całą swoją karierę piłkarską Vanderbauwhede spędził w klubie CS Brugeois. Zadebiutował w nim w sezonie 1920/1921 w pierwszej lidze belgijskiej i grał w nim do 1930 roku. Wraz z CS Brugeois wywalczył dwa mistrzostwa Belgii w sezonach 1926/1927 i 1929/1930 oraz zdobył Puchar Belgii w sezonie 1926/1927.
| Sezon   | Klub        | Kraj   | Rozgrywki          | Mecze | Gole |
| ------- | ----------- | ------ | ------------------ | ----- | ---- |
| 1920/21 | CS Brugeois | Belgia | Division d'Honneur | 1     | 0    |
| 1921/22 | CS Brugeois | Belgia | Division d'Honneur | 1     | 0    |
| 1922/23 | CS Brugeois | Belgia | Division d'Honneur | 5     | 0    |
| 1923/24 | CS Brugeois | Belgia | Division d'Honneur | 26    | 15   |
| 1924/25 | CS Brugeois | Belgia | Division d'Honneur | 26    | 7    |
| 1925/26 | CS Brugeois | Belgia | Division d'Honneur | 26    | 10   |
| 1926/27 | CS Brugeois | Belgia | Division d'Honneur | 25    | 11   |
| 1927/28 | CS Brugeois | Belgia | Division d'Honneur | 24    | 12   |
| 1928/29 | CS Brugeois | Belgia | Division d'Honneur | 24    | 14   |
| 1929/30 | CS Brugeois | Belgia | Division d'Honneur | 25    | 18   |
| 1930/31 | CS Brugeois | Belgia | Division d'Honneur | 19    | 10   |
| 1931/32 | CS Brugeois | Belgia | Division d'Honneur | 22    | 9    |

## Kariera reprezentacyjna
W reprezentacji Belgii Vanderbauwhede zadebiutował 11 kwietnia 1926 w przegranym 3:4 towarzyskim meczu z Francją, rozegranym w Paryżu i w debiucie strzelił gola. Od 1926 do 1930 rozegrał w kadrze narodowej 15 meczów i strzelił 7 goli.